# جاك ميلر (طبيب أسنان)
جاك ميلر (بالإنجليزية: Jack Miller)‏ هو مهندس وطبيب أسنان أمريكي، ولد في 14 يونيو 1961 في إنديانابوليس في الولايات المتحدة.